# Matt and Kim
Matt and Kim är en indierockduo från Brooklyn i New York, skapad 2004 av Matt Johnson (tidigare Johansson) och Kim Schifino. Matt spelar gitarr/keyboard och sjunger i bandet, medan Kim spelar trummor och sjunger.
Efter att deras enkla rytmiska och energiska framträdanden vunnit en del framgång på sidor som Youtube och Myspace släpptes deras första album, självbetitlade Matt and Kim, på skivbolaget Iheartcomix i oktober 2006. Det följdes av spelningar på festivaler som Siren Music Festival, Lollapalooza och Popadelica, samtidigt som deras musikvideor spelades upp på olika MTV-kanaler.
Gruppens andra album, Grand, gavs ut 2009.

## Diskografi
Studioalbum
- 2006 – Matt and Kim
- 2009 – Grand
- 2010 – Sidewalks
- 2012 – Lightning

EP
- 2005 - To/From
- 2006 - To/From

Singlar
- 2006 - Silver Tiles / 5K
- 2007 - Yea Yeah
- 2009 - Daylight
- 2010 - Cameras
- 2011 - Block After Block / Cameras (Remix)
- 2011 - I'm a Goner (med Soulja Boy & Andrew W.K.)
- 2012 - Let's Go